# Alice More
Pour les articles homonymes, voir More.
Alice, Lady More (née Harpur ; 1474 - 1546 ou 1551 ; également connue sous le nom de Lady Alice Moore) est la deuxième épouse de Sir Thomas More, qui est lord chancelier d'Angleterre.
Elle est une figure marquante de l'histoire des Tudor et de la littérature.

## Biographie
Alice More naît en 1474 à Cambridge (Cambridgeshire) de Sir Richard Harpur et d'Elizabeth (née Adern), elle-même fille de Sir Peter Adern et de sa femme Catherine.
Son premier mari est John Middleton, un marchand, avec qui elle a eu un fils et deux filles, dont une seule, sa fille également nommée Alice (1501-1563), a survécu à la petite enfance. John Middleton meurt en 1509, laissant une jeune veuve. Après son mariage avec Thomas More en 1511, il élève sa fille Alice comme la sienne. Ils n'ont pas eu d'enfant ensemble.
Les historiens ont conclu que Sir Thomas More a épousé Alice afin qu'il puisse avoir une belle-mère pour ses quatre enfants après la mort de sa première femme, Jane, en 1511. L'une de ses belles-filles est Margaret More. Alice est également considérée comme riche, car son premier mari lui a légué tous ses biens et les biens de sa famille. Les historiens pensent également que Thomas More connaissait Alice et sa famille bien avant leur mariage, c'est pourquoi le couple s'est marié sans hésitation quelques semaines après la mort de Jane. Alice avait sept ans de plus que Sir Thomas. La famille a vécu à Londres et plus tard dans le domaine construit à Chelsea. Elle est connue pour son amour des animaux, en particulier ses chiens, et son singe de compagnie.
Elle est mariée à Sir Thomas de 1511 jusqu'à ce qu'il soit exécuté en 1535 après avoir été reconnu coupable de trahison pour avoir refusé de prêter le serment de suprématie. Avant son exécution, alors qu'il est enfermé dans la tour de Londres, elle est chargée de s'occuper de ses affaires. Les dernières années de sa vie ont été pauvres, en raison de la confiscation des biens de la famille. La Couronne a annulé la confiance que son mari avait établie tardivement pour elle, Henri VIII d'Angleterre lui a plutôt accordé une rente plus petite de 20 £ en 1537, pour vivre après sa mort. Sa date de décès est le plus souvent établie en avril 1551, mais certaines sources indiquent 1546. Sa fille Alice Allington (née Middleton) a eu plusieurs enfants, lui donnant de nombreux descendants par le sang. Elle meurt à Londres en avril 1551.
Son mari, Thomas More est canonisé par le pape Pie XI en 1935 comme martyr du schisme qui a séparé l'Église d'Angleterre de Rome.

## Dans la culture populaire
Alice est un rôle majeur dans la pièce de théâtre Un homme pour l'éternité de Robert Bolt. La pièce a été jouée à Broadway à deux reprises. Elle a d'abord été jouée par Carol Goodner puis par Maryann Plunkett.
La pièce a été transformée en un film en 1966, dans lequel Alice est interprétée par Wendy Hiller. Hiller a été nommée pour l'Oscar de la meilleure actrice dans un second rôle pour sa performance. Le film a également remporté l'Oscar du meilleur film de l'année.
La pièce a ensuite été tournée pour la télévision en 1988, avec Vanessa Redgrave dans le rôle d'Alice. Redgrave a été nommée pour un Golden Globe Award pour sa performance.
Dans la série Showtime The Tudors, More a été interprété par Catherine Byrne de 2007 à 2008.
Elle apparaît également dans la série Dans l'ombre des Tudors (Wolf Hall) de la BBC en 2015 et est interprétée par Monica Dolan.